# Deutsches Theater-Institut

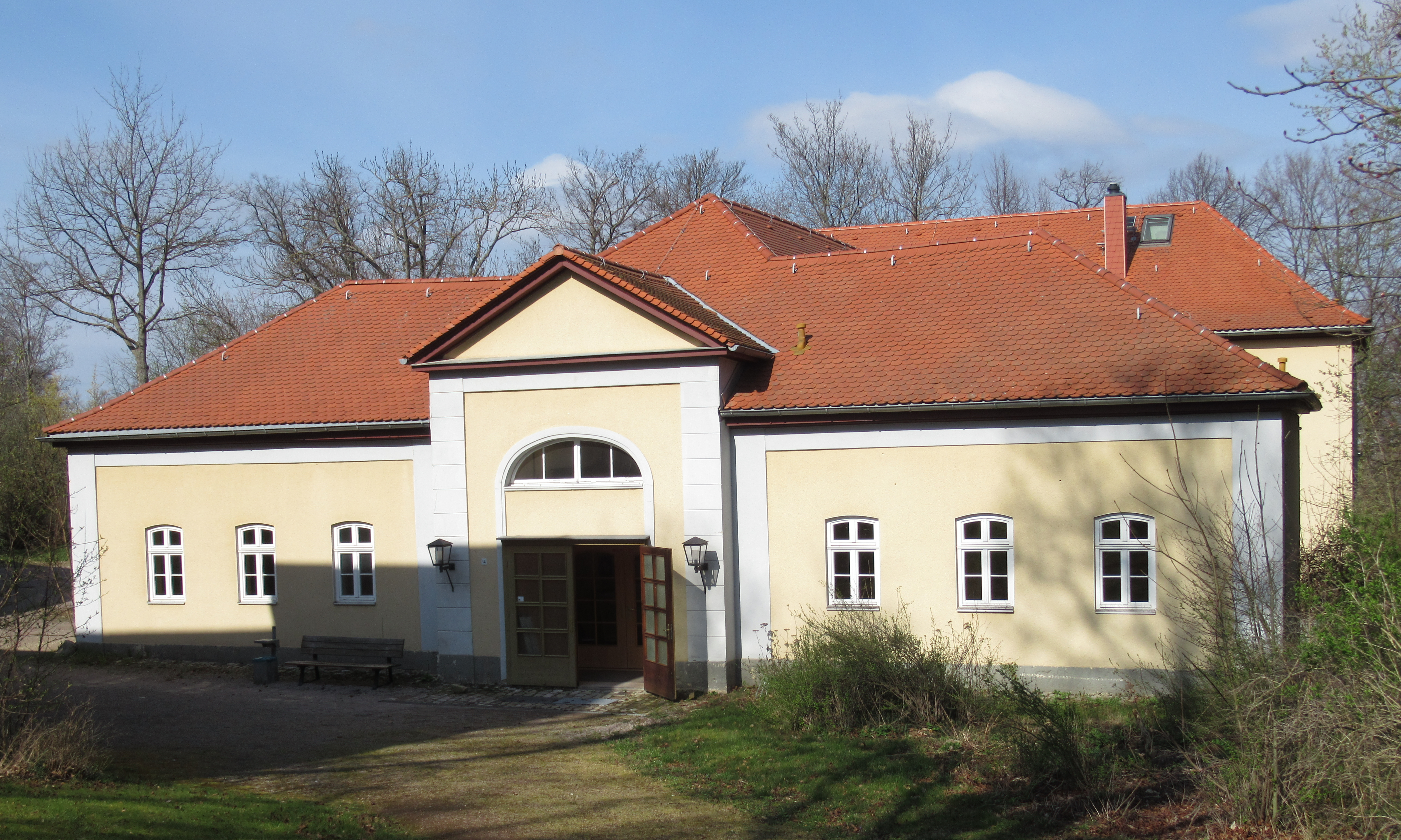
Studiotheater Belvedere Weimar

Das Deutsche Theater-Institut  Schloss Belvedere (Haus Schloss Belvedere 14) ist auf Belvedere bei Weimar eine Einrichtung der Hochschule für Musik Franz Liszt. Es wird in Anlehnung an die anderen Kavaliershäuser, die nach Komponisten benannt werden, nach Richard Wagner Wagnerhaus genannt. Es ist etwas abseits der übrigen als Kavaliershäuser bezeichneten Gebäude gelegen. Hier befanden sich einst Gehege der Menagerie.

## Architekturgeschichte
Das eigentliche Gebäude des ehemaligen  Theaterinstituts hat einen H-förmigen Grundriss. Über dem Portal des Mittelrisaliten sind ein großes Bogenfenster und Dreiecksgiebel. Seine Gestaltung ist klassizistischen Charakters. Die Gebäudeteile haben Walmdächer. Das Gebäude entstand viel später als die übrigen. Das Studiotheater wird bei Hans-Joachim Leithner als ein „Henselmannbau“ bezeichnet, in Anlehnung an den Architekten Hermann Henselmann. Der Bezug von Henselmann zu diesem Bau wird bei Leithner jedoch nicht klar, da er auf entsprechende Erläuterungen verzichtete. Allerdings wird es dadurch klar, weil Henselmann erster Direktor der Hochschule für Architektur und Bauwesen Weimar ab 1946 war und in architekturpolitischer Beziehung die stalinistischen Vorgaben des sozialistischen Realismus umsetzte, die dann für die Theaterausbildung hier Gültigkeit hatten.
Auf Befehl der SMAD wurde hier 1947 das Gebäude errichtet, besser um- und angebaut. Der Entwurf hierfür war von Henselmann. Zu dessen Vorgängerbauten an der Stelle ist ein Werkstattbau von 1855 zu nennen, der in den 1920er Jahren zu einer Turnhalle umgebaut wurde, als die Thüringer Polizei die Nachbargebäude (Gemeint sind die Kavaliershäuser. M.T.) des Schlosses nutzte. Der Turnhallenbau wiederum diente für den Umbau durch Henselmann als Grundlage. Von dem Vorgängerbau von 1855, der in die Regierungszeit von Großherzog Carl Friedrich von Sachsen-Weimar Eisenach fällt, ist vermutlich der Bereich mit dem Portal übriggeblieben.

## Geschichte des Instituts
Die erste Vorgängereinrichtung hieß Deutsches Theater-Institut Schloß Belvedere (DTI). Diese war ursprünglich eine Einrichtung der Staatlichen Musikhochschule „Franz Liszt“. Am 28. Oktober 1947 erließ die SMAD den Befehl, dieses Institut aus der Hochschule herauszulösen. Die von Ottofritz Gaillard, Otto Lang und Maxim Vallentin gegründete Schauspielabteilung an der Staatlichen Musikhochschule „Franz Liszt“ sollte zu einem Institut zur methodischen Erneuerung des deutschen Theaters ausgebaut werden, aus dem 1948 das Deutsche Theaterinstitut Weimar Schloß Belvedere hervorging. Es galten ähnliche Zweijahrespläne, welche die Institute auf die Ziele des „Marxismus-Leninismus“ einschwören und Überbleibsel faschistischen bzw. (klein)bürgerlichen Denkens beseitigen sollten. Es wurde dem Institut Schloss Belvedere als Standort zugewiesen. An der Ausbildungsstätte war ein Internat angeschlossen.
Das Institut bestand so mit dem Namen noch bis 1949. Es sollten nicht nur Ensembleschauspieler praktischen Unterricht erhalten, sondern auch die theoretische Weiterführung der Stanislawskischen Theorie weitergeführt werden, verbunden mit der Gründung einer Theaterwissenschaftlichen Abteilung, die 1949 ihren Betrieb aufnahm. Im Dezember wurde es als institutseigene Studiobühne eingeweiht. Die dogmatische Orientierung an Stanislawski ließ das Institut eine gänzlich konträre Grundauffassung und in Konkurrenz zum epischen Theater nach Bertolt Brecht verbunden mit der Gründung des Helene-Weigel-Ensembles in Berlin treten. Das ging so weit, dass Studenten dieser Einrichtung Besuchsverbot für Brechts Inszenierung der Mutter Courage, die auch in Weimar bei einem Gastspiel 1949/50 zu sehen war, erteilt wurde.
Im Jahre 1953 kam das Institut mit der Theaterhochschule Leipzig zum Zusammenschluss. Es hieß ab 1967 „Theaterhochschule Hans Otto“. Diese nahm November 1967 ihren Lehrbetrieb auf. Dozent für Sprecherziehung am Deutschen Theater-Institut war der Altphilologe Oskar Werner (1885–1971).
Es ist das heutige Studiotheater Schloss Belvedere  Weimar wieder in die Hochschule Franz Liszt eingebunden als Institut für Gesang|Musiktheater. Das Institut selbst geht auf das Jahr 1886 zurück als es an der damaligen Orchesterschule gegründet wurde. Es finden am Studiotheater auch öffentliche Veranstaltungen statt. Es gab zudem Premieren unter Mitwirkung der Studierenden.

## Inszenierungen des Ensembles des DTI
Die Premieren des Institutsensembles („Das Junge Ensemble“) fanden zunächst im kleinen Saal der Weimarhalle statt. Gastspiele gab es auf verschiedenen Thüringer Bühnen sowie in den neuen „Kulturhäusern“ von Industriebetrieben wie der Buna-Werke oder der Maxhütte Unterwellenborn.
- Carlo Goldoni: Mirandolina, Premiere 14. Juli 1948, Regie O. Lang
- Molière: Der eingebildete Kranke, 27. August 1948, Regie O. Lang
- Brodwin (d. i. Slatan Dudow): Der Feigling, 3. Februar 1949, Regie M. Vallentin und Willy Semmelrogge
- Julius Hay: Kamerad Mimi, 5. Juli 1949, Regie O. Lang
- Alfred de Musset: Man spielt nicht mit der Liebe, 28. Oktober 1949, Regie O. Gaillard

Nach Fertigstellung der institutseigenen Studiobühne in der oben beschriebenen Remise des Schlosses Belvedere fanden die Premieren hier statt:
- Meister Pathelin, 20. Dezember 1950

## Inszenierungen des Studiotheaters Belvedere Weimar (Auswahl)
- Der Vetter aus Dingsda Eduard Künneke, 24. Oktober 2014, Regie: Elmar Fulda
- Global Players Giordano Bruno do Nascimento, 19. Oktober 2018, Regie: Lisa Astrid Mayer
- Die weiße Rose Udo Zimmermann, Oktober 2018, Regie: Lisa Astrid Mayer
- The Turn of the Screw Benjamin Britten, 19. Oktober 2016, Regie: Elmar Fulda
- Zauberflöte Wolfgang Amadeus Mozart, 14. Februar 1919, Regie: Stephanie Koch
- Die schöne Galathée Franz von Suppè, 27. Juni 2003, Regie: Sonja Trebes
- Così fan Tutte, Wolfgang Amadeus Mozart, 2. April 2022, Regie: Michael Dissmeier
- Lulu Alban Berg, 2. März 2024, Regie: Noam Damm
- Figaro, Johann Strauss/Wolfgang Amadeus Mozart, 26. April 2024, Regie: Andrea Raabe